# Homunkuluszparadoxon
A homunkuluszparadoxon egy filozófiai ellentmondásféleség, amely számos tudomány (a biológia, a pszichológia, a logika, a kognitív tudomány, a filozófiai ismeretelmélet, a számelmélet) területén megjelenik, és minden esetben kísértetiesen azonos érvelésforma vezet hozzá, olyan úgynevezett regressus ad infinitum érvelés, amely a végtelenségig folytatható. Gyakran használják egy elmélet vagy egy elmélet vitatott mondata ellentmondásosságának megvilágítására; akkor alkalmazható, ha az illető vitatott mondatból következik, hogy egy, az elmélet által vizsgált objektum az elmélet által meghatározott értelemben „tartalmazza önmagát”.
Ha így fogjuk fel a dolgot, akkor tulajdonképp az is mondható, hogy homunkuluszparadoxon egyszerűen egy regressus ad infinitum érvelés. De a „tartalmazás” fogalmának fent említett önkényes kiterjesztése vitatható.

## A preformizmustan
A kifejezés biológiai eredetű. Amikor a középkorban a biológusok komolyan kételkedni kezdtek az ősnemzés tanában, vagyis hogy az állatok (legalábbis a legyek, a békák, a patkányok és hasonlók) porból, rothadó húsból és korhadékból, egyszóval szerves és szervetlen hulladékból keletkeznek a Nap fényének hatására, különféle elméletek születtek az új élő szervezetek keletkezésének magyarázatára.
Az első komoly elmélet, amely a mikroszkóp és ennek eredményeképp az emberi petesejt és spermium felfedezésének hatására született, a preformizmustan vagy homunkuluszelmélet (homunkulusz = „kis emberke”) volt. Ezen elmélet szerint a csecsemő már teljesen kifejletten megtalálható a spermiumban, az anyaszervezetben pedig semmi mást nem tesz, mint hogy egy „kicsit” megnő. Minthogy természetesen egy kifejlett csecsemő már kell, hogy rendelkezzen spermiumokkal (az elmélet hívei szerint), természetesen a csecsemő spermiumaiban is megtalálhatók a teljesen kifejlett csecsemők, vagyis a csecsemő gyermekei, a csecsemő szüleinek unokái.
És így tovább: minden emberben spermiumok vannak, azokban teljesen kifejlett, csak épp nagyon apró emberkék, a homunkuluszok, melyeknek szintén vannak spermiumaik, amikben szintén benne vannak a homunkuluszok homunkuluszai – és így tovább, a végtelenségig. Mivel akkor még nem fedezték fel az elemi részecskéket, nem gondoltak arra, hogy már az ötödik-hatodik nemzedék is kisebb kell hogy legyen (az arányokat megfelelően kiszámítva), mint egy elektron által elfoglalt térrész, és így az elmélet ellentmond a fizika törvényeinek.
A végtelenségig való visszavezetés és a fizikának való ellentmondások feloldása persze ott van, hogy a homunkulusz helyett csak annak tervrajza van az ondósejtben, DNS formájában.

## Zénón paradoxonai
Felvethető, hogy Zénónnak a „Dichotomia” és az „Akhilleusz és a teknős” néven számontartott két paradoxona is ebbe a körbe tartozik, amennyiben a "tartalmazza önmagát" kifejezést szemléletesen egy szakaszra úgy értjük, hogy a szakasz egyik feléből kinagyítható egy ugyanakkora szakasz. De precíz és mai értelemben véve a fogalmakat, ez az értelmezés vitatható.

## Boethius paradoxona
A probléma előkerül a nagy Theodorik gót király udvarában élő magas rangú filozófusnál (később a király kivégeztette), Boethiusnál (480-524) is, mégpedig ama kérdés formájában, hogy a fogalmak valóságosan létező dolgok-e vagy csupán puszta nevek, megállapodások (Porphürosz problémája).

## Ismeretelmélet
Egy hasonló érvelésforma korán megjelent az ismeretelméletben (episztemológia) is. Nevezetesen a filozófusok felvetették azt a kérdést, hogyan lehetséges, hogy érzékeljük a világot. Az igen egyszerű és naiv válasz az, hogy a külvilág tárgyairól egy kép, lenyomat keletkezik valahol az agyban, és ezt érzékeljük. Csakhogy honnan tudjuk, hogy ez a kép keletkezett? Ezt is érzékelnünk kell valahogy, külső vagy „belső” érzékszerveinkkel, különben nem tudnánk róla. Vagyis erről a képről egy másodlagos lenyomat keletkezik az elmében, és így érzékeljük, hogy érzékeltük az eredeti tárgyat. De honnan tudjuk, hogy a lenyomatnak ez a másodlagos lenyomata keletkezett? Hát nyilván ezt is érzékelnünk kell valahogy, egy harmadlagos lenyomatként. és így tovább: mielőtt bármit is érzékelnénk, előbb valami mást kellene, hogy érzékeljünk, a végtelenségig. A megismerésfilozófia eme, képelméletnek nevezett tanítását több híres filozófus is támadta, például Kant.
Ezt a paradoxont Gottlob Frege egy némileg más tálalásban említi és használja érvelésre Logikai vizsgálódások c. műve első részében (A Gondolat), amikor a „nem minden képzet” tételét bizonyítja.

## Mesterséges intelligencia
Gyakorlatilag nemcsak formálisan, hanem tartalmában is az előbbi problémával kellett szembesülniük a 20. században a mesterséges intelligencia kutatóinak is, amikor modelleket próbáltak felállítani arra nézve, hogy hol található a természetes és mesterséges intelligenciák azon része, amely az irányításukat végzi. Hát nyilván van egy Irányító Egység mindegyikben, amely irányítja őket. Ha a viselkedést meg akarjuk érteni, ennek az irányító egységnek a viselkedését kell, hogy megértsük. Nézzünk bele hát ebbe az egységbe: vajon ennek a viselkedését irányítja-e valami? Hát ha szabályozottan működik, akkor így kell lennie. Kell valahol lennie egy Másodlagos vagy Fő Irányító Egységnek, ami az Elsődleges Irányító Egység irányítását végzi. Tehát ha az eredeti intelligens szervezet viselkedését meg akarjuk érteni, akkor mindenekelőtt ebbe a Másodlagos vagy Fő Irányító Egységbe kell bekukkantanunk. Mivel ez is szabályozottan működik, kell valaminek lennie, ami irányítsa, nevezzük Harmadlagos vagy Fő-Fő Irányító Egységnek. És így tovább: ha az intelligens egyed viselkedését meg akarjuk érteni, akkor a Fő-Fő-Fő-…-Fő (végtelen sok „Fő-”) Irányító Egység viselkedését kell még ezelőtt megértenünk.
A két fenti probléma természetesen a pszichológia nyelvén is megfogalmazható: hol van az emberi gondolkodás központja? Van-e?

## Logika
A logikában is rengeteg helyen előjön a fenti paradoxontípus. Például ez az egyik oka annak, hogy a köznyelvben nem tudunk értelmes definíciót adni az „Igazság” fogalmára, vagyis arra, hogy egy eldönthető mondat mikor igaz.
Ha ugyanis a legkézenfekvőbb módon egy mondat igazságát úgy határozzuk meg, mint a mondat megfelelését a valóságnak, akkor úgy tudjuk ellenőrizni a mondat igazságát, hogy ellenőrizzük, igaz-e, hogy megfelel a valóságnak. Vagyis a mondat igazságának ellenőrzése egy másik mondat igazságának ellenőrzéséhez vezet. Hogyan tudjuk ennek a másodlagos mondatnak az igazságát belátni? Ellenőrizzük, hogy megfelel-e a valóságnak. Vagyis a másodlagos mondat ellenőrzéséhez előbb egy harmadlagos mondat igazságát kell belátnunk. És így tovább. Itt a „tartalmazást” úgy kell érteni, hogy egy eldönthetőségének problémájából következik egy másik eldönthetőségének problémája.
De nemcsak a filozófiai, hanem a formális logika sem mentes ettől a problémától: valójában igen nehezen lehet szabatosan meghatározni, mit jelent, hogy egy állításból egy másik következik vagy levezethető valamilyen logikai törvény alapján. Lásd még formális logika, filozófiai logika.

## Matematika
A matematikusok annyira szeretik az ilyesfajta paradoxonokat, hogy képesek nemcsak egész életükben küszködni a paradoxonoknak a matematika hajóját borogató szelével, hanem még néha sikerül a vitorlákat úgy fordítaniuk, hogy a paradoxon fellépte hajtóerő legyen (az indirekt bizonyítások tulajdonképpen mind egy-egy filozófiai jellegű paradoxon matematikai eszközökkel való megoldásai). A homunkuluszparadoxonok regressus ad infinitum érvelését előszeretettel használják – hogy csak egyetlen példát említsünk – a számelméletben, bizonyos diofantikus egyenletek megoldhatatlanságának belátására (végtelen leszállás).
Külön probléma azonban az, hogy a matematikában megengedettek a valamilyen értelemben végtelen objektumok, és általában ezért az is kérdéses, hogy egy homunkulusz-paradoxon egyáltalában paradoxon-e.

## Informatika
A paradoxon az informatikában is megjelenik a Help jellegű fájlok, vagyis a felhasználóknak nyújtott segítség témakörében. Ha egy kezdő felhasználó szeretne segítséget valamilyen szolgáltatásról (például a Wikipédia), el kell olvasnia a szolgáltatáshoz adott segítséget (például Wikipédia:Segítség lap). De ez a segítség ugyanolyan környezetben, ugyanabban a rendszerben létezik, mint maga a rendszer (a Wikipédia:Segítség lap maga is része a Wikipédiának – de ugyanúgy a DOS rendszer szolgáltatásaihoz nyújtott segítség is egy DOS paranccsal hívható). Tehát hogy ezt a segítséget igénybe vegye, igénybe kell vennie egy újabb segítséget, amely leírja, hogyan működik a segítség – egy Segítő Meta-Szolgáltatást. Ám ha ez a Segítő Meta-szolgáltatás (a Wikipédia:Segítség laphoz írt Wikipédia:Segítség:Segítség lap lenne) is része a rendszernek, szükség van egy Segítő Meta-Meta-Szolgáltatásra, és így tovább, a végtelenségig. A rendszerhez nem értő felhasználó soha nem fog tudni mit kezdeni a rendszerrel, ha a rendszer alkotói nem tudnak a rendszeren kívüli segítő szolgáltatást nyújtani.